# Zadié
La Zadié est un département de la province de l'Ogooué-Ivindo au Gabon. Son chef-lieu est Mékambo.
On dénombre 04 cantons (Bengoué, Sassamongo, Loué et Djouah) et 01 commune (Mékambo).